# Charaxes affinis
Espèce
Charases affinis est une espèce d'insectes lépidoptères  appartenant à la famille des Nymphalidae, à la sous-famille des Charaxinae et au genre Charaxes.

## Dénomination
Charaxes affinis a été nommé par Arthur Gardiner Butler en 1866.

### Sous-espèces
- Charaxes affinis affinis
- Charaxes affinis butongensis[2]

## Description
Charaxes affinis est un grand papillon au dessus orange avec aux ailes antérieures une large bande marginale marron et aux ailes postérieures une ligne submarginale de taches marron et une petite queue.

## Écologie et distribution
Il est présent à Sulawesi en Indonésie.

### Protection
Pas de protection : les spécimens sont vendus sur internet.